# Roba Negousse
Roba Negousse (ur. 10 września 1936 w Dżidżidze, zm. 14 kwietnia 1993) – etiopski lekkoatleta, sprinter.
Brał udział w igrzyskach olimpijskich w 1956 (Melbourne) i w igrzyskach w 1960 (Rzym). W Melbourne wystąpił w biegach na 100 i 200 m oraz w sztafecie 4 × 100 metrów, a w Rzymie tylko w biegu na 100 metrów. W każdej z tych konkurencji odpadał jednak w pierwszej fazie eliminacji. Uzyskiwał odpowiednio następujące czasy: 12,07 s, 23,89 s, 44,47 s (sztafeta) i 11,47 s.
Rekord życiowy w biegu na 100 metrów: 10,9 (1956). Mierzył około 168 cm wzrostu.